# 시모키타가타촌
시모키타가타촌(下北方村)은 히로시마현 도요타군에 있던 촌이다. 현재의 미하라시의 일부에 해당한다.